# 1765 în literatură
Anul 1765 în literatură a implicat o serie de evenimente și cărți noi semnificative.  

## Cărți noi
- Henry Brooke - The Fool of Quality
- The History of Little Goody Two-Shoes (anonim, atribuită lui Oliver Goldsmith)
- Laurence Sterne - The Life and Opinions of Tristram Shandy, Gentleman (vol vii - viii)

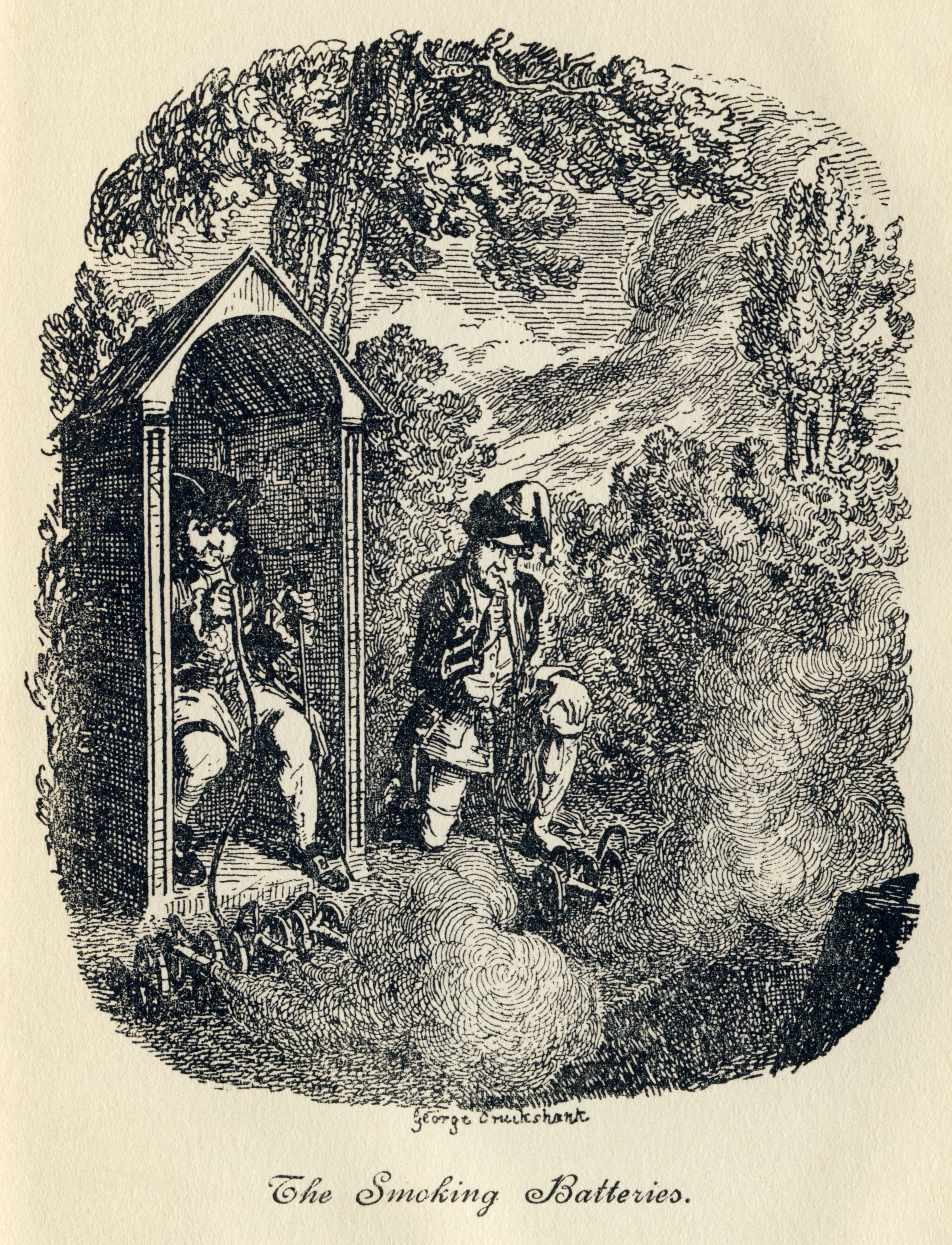
Ilustrație din ediția din 1906 a romanului The Life and Opinions of Tristram Shandy, Gentleman